# Cernkovce
Cernkovce (horvátul: Črnkovci) falu Horvátországban, Eszék-Baranya megyében. Közigazgatásilag Mariánchoz tartozik.

## Fekvése
Eszéktől légvonalban 33, közúton 39 km-re északnyugatra, községközpontjától 4 km-re északra, a Szlavóniai-síkságon, a Karasica jobb partján, az Eszékről Szalatnokra menő út mentén fekszik.

## Története
A török uralom idején keletkezett. Egyike volt annak a 18 szlavóniai falunak, ahova a törökök Dél-Magyarországról magyarokat telepítettek be. A török uralom idején szpáhibirtok volt, kálvinista hitre tért magyar jobbágyok lakták. Utolsó uruk a valpói Hasszán nevű szpáhi volt. Ekkor 8 ház állt a településen, amely 1668 körül a törökön kívül még a Draskovich családnak is adózott. Valószínűleg a felszabadító harcok során néptelenedett el. Az 1698-as kamarai összeírásban nem szerepel. A 18. században Boszniából katolikus sokácok vándoroltak be ide. Előbb kamarai birtok, majd a valpói uradalom része lett. 1721. december 31-én III. Károly az uradalommal együtt Hilleprand von Prandau Péter bárónak adományozta. 
Az első katonai felmérés térképén „Czernikovcze” néven található. Lipszky János 1808-ban Budán kiadott repertóriumában „Czernkovcze” néven szerepel. Nagy Lajos 1829-ben kiadott művében „Czernkovcze” néven 79 házzal, 442 katolikus vallású lakossal találjuk.
A 19. században a környező földek megművelésére dunai svábokat és dél-magyarországi magyarokat telepítettek ide. 1857-ben 473, 1910-ben 593 lakosa volt. Verőce vármegye Alsómiholjáci járásához tartozott. Az 1910-es népszámlálás adatai szerint lakosságának 91%-a horvát, 7%-a német, 2%-a magyar anyanyelvű volt. Az első világháború után 1918-ban az új szerb-horvát-szlovén állam, majd később (1929-ben) Jugoszlávia része lett. 1991-ben lakosságának 97%-a horvát nemzetiségű volt. 2011-ben a falunak 810 lakosa volt.

## Lakossága
| Lakosság változása | Lakosság változása | Lakosság változása | Lakosság változása | Lakosság változása | Lakosság változása | Lakosság változása | Lakosság változása | Lakosság változása | Lakosság változása | Lakosság változása | Lakosság változása | Lakosság változása | Lakosság változása | Lakosság változása | Lakosság változása |
| ------------------ | ------------------ | ------------------ | ------------------ | ------------------ | ------------------ | ------------------ | ------------------ | ------------------ | ------------------ | ------------------ | ------------------ | ------------------ | ------------------ | ------------------ | ------------------ |
| 1857               | 1869               | 1880               | 1890               | 1900               | 1910               | 1921               | 1931               | 1948               | 1953               | 1961               | 1971               | 1981               | 1991               | 2001               | 2011               |
| 473                | 463                | 443                | 511                | 570                | 593                | 565                | 637                | 722                | 865                | 1.046              | 985                | 884                | 941                | 889                | 810                |

## Gazdaság
A délszláv háború előtt egy nagyobb gazdasági övezet működött a településen a mezőgazdasági növények termelésére és feldolgozására, de a háború alatt ez tönkrement. A településen ma több kisiparos tevékenykedik, de a fő gazdasági ágazat a mezőgazdaság. A falu lassan újjáépül és fiatalabb nemzedékekkel növekszik a falu új része. A falu nagy malma sajnos már nem működik, de épülete kiemelkedik a házak közül. A falu kenyér és egyéb pékáruk előállításáról is ismert.

## Nevezetességei
Szent Lőrinc tiszteletére szentelt római katolikus temploma a podgajcei plébánia filiája. A templom 1977-ben épült a régi, 18. századi templom helyett, melynek harangtornya megmaradt.

## Oktatás
A felső tagozatosok a podgajcei általános iskolába, az alsósok a helyi területi iskolába járnak.

## Sport
- Az NK Mladost Črnkovci labdarúgóklubot 1948-ban alapították. Jelenleg a megyei 2. ligában szerepel.
- ŠRU „Šmuđ” sporthorgász egyesület.

## Egyesületek
- A DVD Črnkovci önkéntes tűzoltó egyesületet 1927-ben alapították.
- UM „Bećari” Črnkovci ifjúsági egyesület.